# Welcome Back, Carter!
Welcome Back, Carter! is de eerste aflevering van het tweede seizoen van de televisieserie ER, die voor het eerst werd uitgezonden op 21 september 1995.

## Verhaal
Na een welverdiende vakantie moet Carter zich melden in het ziekenhuis voor zijn stage op Chirurgie, door vertraging komt hij echter veel te laat. 
In het ziekenhuis is het een chaos, veel slachtoffers worden naar het SEH gebracht na een schietpartij. 
Nu Dr. Greene hoofd van de SEH is merkt hij ook de negatieve kanten van het vak, inclusief stafvergaderingen waarin het personeel geëvalueerd wordt. Hij merkt in de vergadering dat Dr. Ross niet goed ligt bij de andere doktoren. Hij moet ook een nieuwe hoofdarts aanstellen en heeft de keuze uit twee kandidaten. Als hij denkt dat hij alles onder controle heeft komen er nieuwe studenten op de SEH.
Dr. Lewis heeft haar handen vol aan de baby van haar zus, Chloe.

## Rolverdeling

### Hoofdrol
- Anthony Edwards - Dr. Mark Greene
- George Clooney - Dr. Doug Ross
- Sherry Stringfield - Dr. Susan Lewis
- Kathleen Wilhoite - Chloe Lewis
- Eriq La Salle - Dr. Peter Benton
- Amy Aquino - Dr. Janet Coburn
- David Spielberg - Dr. Neil Bernstein
- Laura Innes - Dr. Kerry Weaver
- William H. Macy - Dr. David Morgenstern
- Noah Wyle - John Carter
- Christine Elise - Harper Tracy
- Julianna Margulies - verpleegster Carol Hathaway
- Ellen Crawford - verpleegster Lydia Wright
- Yvette Freeman - verpleegster Haleh Adams
- Conni Marie Brazelton - verpleegster Connie Oligario
- Deezer D - verpleegster Malik McGrath
- Lily Mariye - verpleger Lily Jarvik
- Vanessa Marquez - verpleegster Wendy Goldman
- Laura Cerón - verpleegster Chuny Marquez
- Gloria Reuben - Jeanie Boulet
- Abraham Benrubi - Jerry Markovic
- Carlos Gómez - ambulanceverpleegkundige Raul Melendez
- Ron Eldard - ambulanceverpleegkundige Ray 'Shep' Shepard
- Emily Wagner - ambulanceverpleegkundige Doris Pickman

### Gastrol
- Tim De Zarn - Mr. Krawczyk
- Jesse Littlejohn - Noah Krawczyk
- Mary Mara - Loretta Sweet
- Taylor Young - Dr. Jane Pratt
- Penny Fuller - Mrs. Constantine
- Nicole Nagel - Hulda
- Colin Martin - broer van Jimmy
- Howard George - Mr. Kuzner
- Maria C. Hurtado - zwangere vrouw

en vele andere